# Aeroportul Uaxactun
Aeroportul Uaxactun (IATA: UAX, ICAO: MGUX) este un aeroport din Departamento de Petén⁠(d), Guatemala.
Situat la o altitudine de 175 m, aeroportul dispune de o singură pistă.